# Перкинс, Пайнтоп
Пайнтоп Перкинс (англ. Pinetop Perkins; (7 июля 1913, Белзони, Миссисипи США — 21 марта 2011, Остин, Техас США) — американский блюзовый пианист, певец.

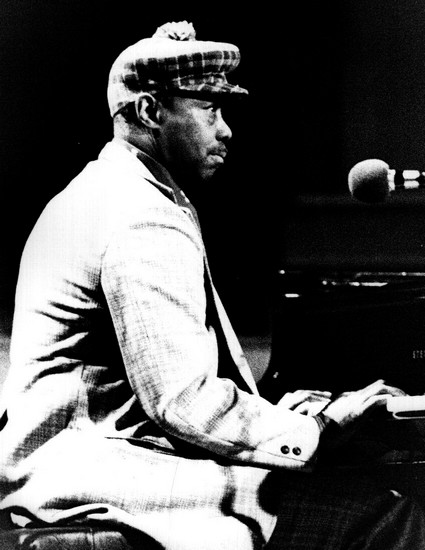
Пайнтоп Перкинс в Париже 7 ноября 1976 года

Музыкальную карьеру Пайнтоп Перкинс начал в качестве гитариста. Однако после тяжёлой травмы — ранения ножом в левую руку, в 1942 году стал играть только на пианино. Свою первую композицию записал в Мемфисе на студии Сэма Филлипса. Это была его версия темы Кларенса Смита Pinetop’s Boogie Woogie.
Перкинс играл со многими знаменитыми музыкантами. Так, он выступал совместно с Санни Бой Уильямсоном в радиоконцертах King Biscuit Time, с англ. Robert Nighthawk, Би Би Кингом и англ. Earl Hooker, Джоном Ли Хукером. С 1969 года более 10 лет Перкинс выступал в блюзбэнде Мадди Уотерса, а затем начал сольные выступления.
Перкинсу присваивалась премия W. C. Handy (сейчас Blues Award) как «Лучшему пианисту». В последующем этой премии присвоено имя Пайнтопа Перкинса (Pinetop Perkins Piano Player of the Year).
В 2005 году он совместно с Henry Townsend, англ. Robert Lockwood Jr. и Honeyboy Edwards получил «Грэмми» за альбом «Last of the Great Mississippi Delta Bluesmen: Live in Dallas». В 2008 году Пайнтоп Перкинс и Уилли "Биг Айз" Смит за альбом «Joined at the Hip» были удостоены «Грэмми» в категории «Лучший альбом традиционного блюза». Получив эту награду, он стал старейшим музыкантом, получившим «Грэмми».
Скончался Пайнтоп Перкинс 21 марта 2011 года в возрасте 97 лет в своем доме в Остине (штат Техас) от остановки сердца.

## Дискография
- 1976: Boogie Woogie ***KiNG***
- 1977: Hard Again (Muddy Waters)
- 1988: After Hours

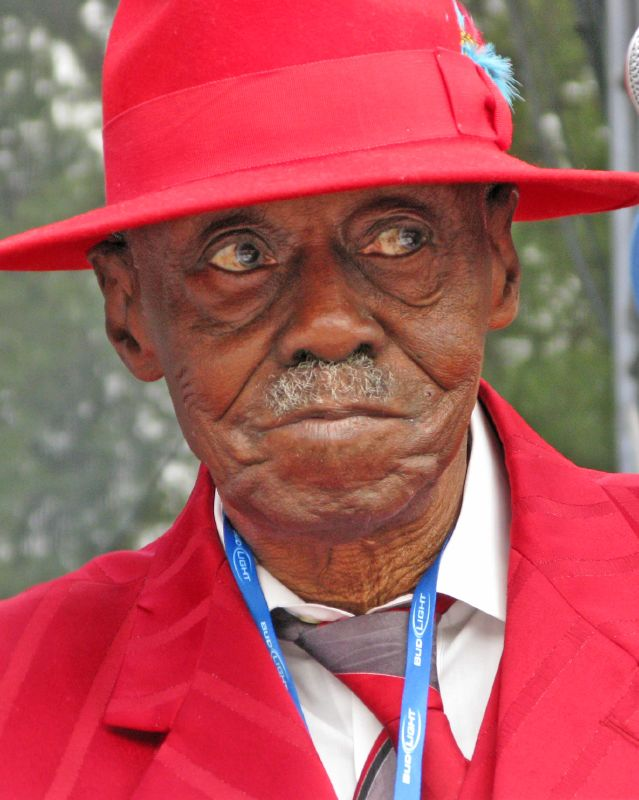
Пайнтоп Перкинс на Фестивале блюза в Санта-Круз в 2008 году

- 1992: Pinetop Perkins with the Blue Ice Band
- 1992: On Top
- 1993: Portrait of a Delta Bluesman
- 1995: Live Top (with the Blue Flames)
- 1996: Eye to Eye (with Ronnie Earl, Willie "Big Eyes" Smith and Calvin «Fuzz» Jones)[3]
- 1997: Born in the Delta
- 1998: Sweet Black Angel
- 1998: Legends (with Hubert Sumlin)
- 1999: Live at 85! (with George Kilby Jr)
- 2000: Back On Top
- 2003: Heritage of the Blues: The Complete Hightone Sessions
- 2003: All Star Blues Jam (with Bob Margolin et. al.)
- 2004: Ladies Man
- 2007: 10 Days Out: Blues From The Backroads (with Kenny Wayne Shepherd and and the Muddy Waters Band—Live) [4]
- 2008: Pinetop Perkins and Friends
- 2010: Joined At the Hip (with Willie «Big Eyes» Smith)